# کارل-اریک نیلسون
کارل-اریک نیلسون (انگلیسی: Karl-Erik Nilsson; ۴ ژانویه ۱۹۲۲ – ۱۴ دسامبر ۲۰۱۷) کشتی‌گیر فرنگی اهل سوئد بود.
وی در مسابقات کشوری و بین‌المللی در مجموع برندهٔ ۱ مدال طلا، ۳ مدال برنز شده‌است.